# Train de nuit pour Babylone
Train de nuit pour Babylone (titre original : Driving Blind) est un recueil de nouvelles de l'auteur américain Ray Bradbury publié pour la première fois aux États-Unis en 1997 aux éditions Avon Books.

En France, il est publié en 1999 aux éditions Denoël.

## Différentes éditions
- Denoël, janvier 1999, 304 pages[1]
- Gallimard, collection Folio no 3572, octobre 2001, 352 pages[2]

## Contenu
1. La Maison coupée en deux (House Divided)
2. Si on tue la M.G.M., qui héritera du lion ? (If MGM Is Killed, Who Gets the Lion?)
3. Train de nuit pour Babylone (Night Train to Babylon)
4. Salut ! Faut que je m'en aille (Hello, I Must Be Going)
5. Larcin majeur (Grand Theft)
6. Vous ne me reconnaissez pas ? (Remember Me?)
7. Tralalalalère (Fee Fie Foe Fum)
8. A l'aveuglette (Driving Blind)
9. Je me demande ce qu'est devenue Sally (I Wonder What's Become of Sally)
10. Rien ne change jamais (Nothing Changes)
11. Un Vieux chien couché dans la poussière (That Old Dog Lying in the Dust)
12. Quelqu'un sous la pluie (Someone in the Rain)
13. Monsieur et Madame Comparse (Madame Et Monsieur Shill)
14. Le Miroir (The Mirror)
15. La Fin de l'été (End of Summer)
16. Tonnerre du matin (Thunder in the Morning)
17. La Plus haute branche de l'arbre (The Highest Branch on the Tree)
18. Vite fait mâle fait (Woman Is a Fast-Moving Picnic)
19. La Vierge ressuscitée (Virgin Resusitas)
20. M. Pâle (Mr. Pale)
21. Le Coucou de la pendule (That Bird that Comes out of the Clock)

- Pour conclure en un mot (A Brief Afterword), postface de l'auteur.

Tous les textes sont publiés pour la première fois dans ce recueil en 1997, exceptés La fin de l'été publié pour la première fois en 1948, Un vieux chien couché dans la poussière, en 1974, Tralalalalère en 1993 et Larcin majeur en 1995.

## Adaptation à la télé
La nouvelle Tralalalalère a été adaptée pour la série télévisée Ray Bradbury présente en 1992. Il s'agit du treizième épisode de la sixième et dernière saison.